# Проценко, Вячеслав Александрович
Вячеслав Александрович Проценко (род. 31 августа 1963, Кишинёв) — советский, молдавский футболист, нападающий, российский матч-агент ФИФА.
Сын футболиста Александра Проценко. В первенстве СССР играл за команды второй (1981, 1986—1989), первой (1982, 1984—1985, 1990, 1991) и высшей (1983) лиг «Автомобилист» / «Текстильщик» Тирасполь (1981, 1989), «Нистру» / «Зимбру» Кишинёв (1982—1985, 1987—1988, 1990, 1991), СКА Одесса (1986). В межсезонье 1990/1991 выступал за израильские команды «Маккаби» Нетания и «Бейтар» Тель-Авив. В 1992 году сыграл 10 матчей в чемпионате Украины за «Ниву» Тернополь. Завершал карьеру в команде пятого по силе дивизиона Швеции АИК Аппельбо (1993—1994).
Участник Спартакиады народов СССР 1983 года в составе сборной Молдавской ССР.
Провёл один матч за сборную Молдавии — первую игру в истории команды против Грузии 2 июля 1991 года (2:4).
Матч-агент ФИФА, глава агентства «Спорт Сервис Интернэшнл».